# Щеколдино (Тверская область)

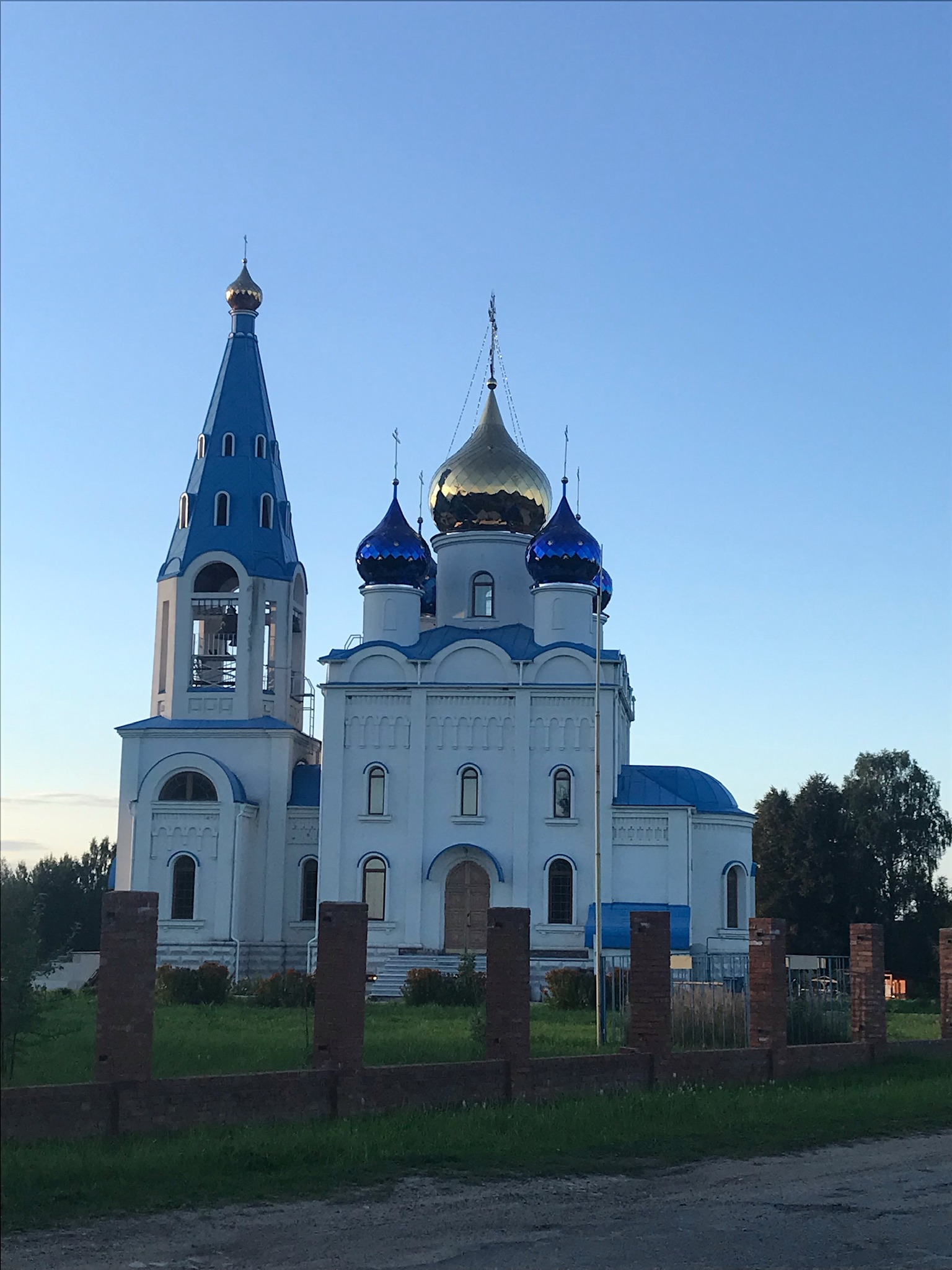
Православный храм в честь иконы Божией Матери «Знамение» в деревне Щеколдино

Щеко́лдино — деревня в Зубцовском районе Тверской области. Входит в состав Вазузского сельского поселения.

## География
Расположена в 15 километрах к югу от районного центра Зубцов, в межуречье Вазузы и её притока Осуги, на которых построено Вазузское водохранилище.

## История
По данным 1859 года деревня имела 81 житель при 7 дворах. Во второй половине XIX — начале XX века деревня относилась к Архангельскому приходу Щеколдинской волости Зубцовского уезда Тверской губернии. В 1888 году 21 двор, 116 жителей. В 1918-21 годах Карамзино — центр одноименной волости и сельсовета Зубцовского уезда, по переписи 1920 года — 31 двор, 175 жителей. С 1923 года — центр одноименного сельсовета Ржевского уезда. С 1929 года в Зубцовском районе.
Во время Великой Отечественной войны, в ходе второй Ржевско-Сычевской операции в декабре 1942 года здесь проходило одно из жесточайших сражений Ржевской битвы. Братская могила бойцов Красной Армии.
До 2006 года была центром Щеколдинского сельского округа.

## Население
| 1859 | 1888 | 1920 | 1997 | 2002 | 2010 |
| ---- | ---- | ---- | ---- | ---- | ---- |
| 81   | ↗116 | ↗175 | ↗399 | ↘375 | ↘341 |

Население по переписи 2002 года — 375 человек, 178 мужчины, 197 женщин. Крупнейший населённый пункт Вазузского сельского поселения.
В 1997 году — 122 хозяйства, 399 жителей.

## Инфраструктура
Центральная усадьба совхоза «Щеколдино», основная школа, ДК, библиотека, медпункт, отделение связи, детсад, баня, магазины.

## Экономика
- Рыбохозяйство по разведению рыбы частиковых пород (судак, щука)
- ТРК Рогово - уникальный туристический объект построенный в восточном стиле на полуострове реки Осуга. Отель и ресторан Дзэн,  пляж, спортивные залы и площадки. Фестивали здорового образа жизни, соревнования по кунфу, тайцзицюань и цигун. Йога. Детские и семейные оздоровительные лагеря.Контактный зоопарк домашних животныхных. Своя пасека.

## Культура

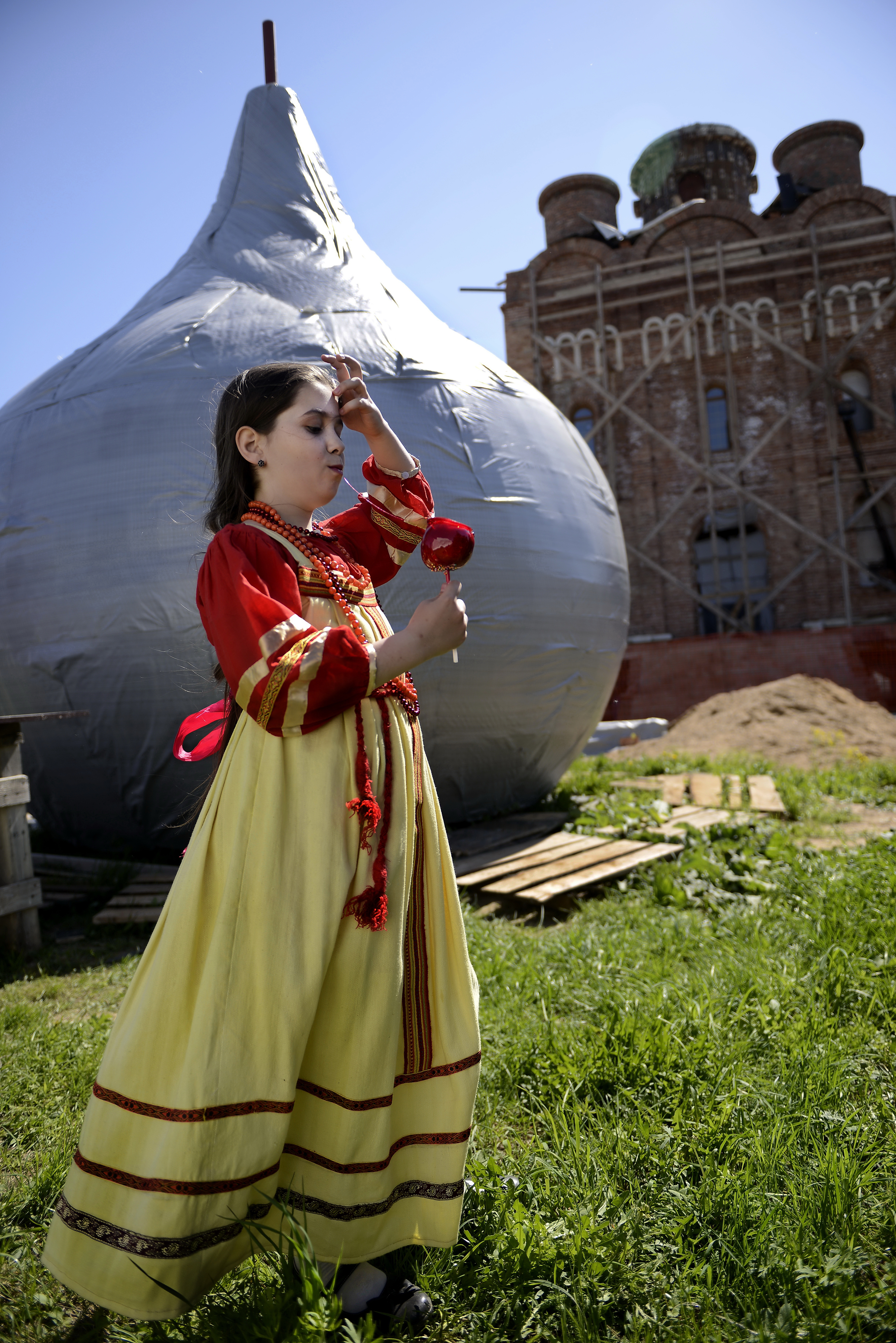
На фестивале

В 2011 году в Щеколдино начато строительство уникального туристического объекта Территория Дзэн. Территория создана для людей ведущих здоровый и спортивный образ жизни.На территории проводится много культурных и спортивных мероприятий.
С мая 2013 года здесь ежегодно проходит Знаменский православный фестиваль, который уже успел стать ярким событием в жизни района.

## Русская православная церковь
В 2013 году в Щеколдино силами местных жителей начато строительство Православного храма в честь иконы Божией Матери «Знамение».